# Movilița (okręg Vrancea)
Movilița – wieś w Rumunii, w okręgu Vrancea, w gminie Movilița. W 2011 roku liczyła 1724
mieszkańców